# Przepływ wyprzedzający
Przepływ wyprzedzający – przepływ nieprzekraczający przepływu dozwolonego, który, w zależności od prognoz i aktualnej pojemności użytkowej zbiornika, umożliwia częściowe opróżnienie zbiornika przed spodziewanym wezbraniem. Jest podawany w m³/s.